# Наливнянское муниципальное образование
Наливнянское муниципальное образование — упразднённое сельское поселение в Советском районе Саратовской области Российской Федерации.
Административный центр — станция Наливная.

## История
Статус и границы сельского поселения установлены Законом Саратовской области от 29 декабря 2004 года N 119-ЗСО «О муниципальных образованиях, входящих в состав Советского муниципального района».
Законом Саратовской области от 20 апреля 2018 года № 40-ЗСО Культурское, Наливнянское и Пушкинское муниципальные образования преобразованы, путём их объединения, во вновь образованное муниципальное образование «Пушкинское муниципальное образование Советского муниципального района Саратовской области», наделённое статусом городского поселения.

## Население
| 2010 | 2011  | 2012  | 2013  | 2014  | 2015  | 2016  | 2017  | 2018  |
| ---- | ----- | ----- | ----- | ----- | ----- | ----- | ----- | ----- |
| 1106 | ↘1105 | ↗1108 | ↘1097 | ↗1099 | ↗1125 | ↘1118 | ↘1111 | ↘1093 |

## Состав сельского поселения
| № | Населённый пункт | Тип населённого пункта          | Население |
| - | ---------------- | ------------------------------- | --------- |
| 1 | Наливная         | станция, административный центр | ↘425      |
| 2 | Пионерское       | село                            | ↗681      |